# Hedysarum zundukii
Hedysarum zundukii là một loài thực vật có hoa trong họ Đậu. Loài này được Peschkova miêu tả khoa học đầu tiên.